# Horisont
Gli Horisont sono un gruppo musicale hard rock svedese formatosi a Göteborg nel 2006.

## Storia
Si formano in Svezia nel 2006 ma, l'esordio discografico arriva nel 2009 per la Crusher Records. Två sidor av horisonten, il primo album, contiene dieci tracce di cui le ultime cinque cantate in lingua svedese. Tre anni dopo arriva il loro debutto in casa Rise Above: esce, appunto, il secondo disco Second Assault. L'anno successivo è la volta del singolo Writing on the Wall, che anticipa l'uscita del terzo album Time Warriors; questo arriva nel settembre 2013, ricevendo varie attenzioni da parte della stampa specializzata. Nel 2014 arriva il primo cambio di line-up: in sostituzione di Kristofer Möller, entra in formazione l'ex-chitarrista di origini australiane dei Church of Misery Tom Sutton. A fine anno viene pubblicato Break the Limit come antipasto del prossimo album in studio, uscito esattamente a due anni di distanza dall'ultimo. Odyssey, questo il titolo, lancia ancor di più la band nel panorama rock revivalista scandinavo degli ultimi anni.
Nel 2016 arriva l'agognato contratto per un'etichetta discografica prestigiosa come la Century Media Records. Nel frattempo, Tom Sutton abbandona la band e, arriva un altro chitarrista di nome David Kalin. Ad ottobre dello stesso anno viene pubblicato un nuovo singolo con relativo videoclip, il titolo è Electrical: servirà da anticipazione all'album About Time di prossima pubblicazione. L'album uscirà il 3 febbraio del 2017 in diverse edizioni, avrà la copertina firmata da Henrik Jacobson e conterrà dieci tracce. Il 20 gennaio del 2017 viene diffuso on-line il video della title track del nuovo album.

## Stile ed influenze
Il gruppo, composto da cinque elementi, suona un genere molto debitore verso gli anni '70. Questo è dovuto anche a delle registrazioni vintage fatte utilizzando strumentazione dell'epoca.
Inizialmente dediti ad un classico proto-metal, con influenze derivanti da Black Sabbath, Uriah Heep e UFO; attacchi riconducibili ai Grand Funk Railroad e inclinazioni folk degne dei fratelli Allman. Son riusciti a sviluppare nel tempo uno stile che, passando dal più classico progressive/space rock à la Blue Öyster Cult con melodie chitarristiche degne dei Wishbone Ash, arriva addirittura a spaziare in un hard rock smaccatamente commerciale ma, allo stesso tempo, molto rétro. Ricordando, in questo senso, Thin Lizzy, Scorpions e l'Ozzy Osbourne dei tempi migliori.

## Formazione
- Magnus Delborg - basso (2006-presente)
- Axel Söderberg - voce (2006-presente)
- Pontus Jordan - batteria (2006-presente)
- Charles Van Loo - chitarra (2006-presente)
- David Kalin - chitarra (2016-presente)

### Ex componenti
- Kristofer Möller - chitarra (2006-2014)
- Tom Sutton - chitarra (2014-2016)

## Discografia
Album in studio
- 2009 – Två sidor av horisonten
- 2012 – Second Assault
- 2013 – Time Warriors
- 2015 – Odyssey
- 2017 – About Time
- 2020 – Sudden Death

Singoli
- 2013 – Writing on the Wall
- 2014 – Break the Limit
- 2016 – Electrical

## Videografia
Video musicali
- 2012 – Second Assault
- 2013 – Writing on the Wall
- 2013 – She Cried Wolf
- 2014 – Break the Limit
- 2015 – Bad News
- 2016 – Electrical